# Waferboard
Le waferboard est un panneau à base de lamelles de bois non orientées. C’est un matériau de construction fabriqué à partir de lamelles rectangulaires de longueur et d'épaisseur contrôlées liées entre elles par des liants organiques, surtout des résines phénoliques sous chaleur et pression élevées.

## Waferbord versus OSB
Le waferboard et l'OSB appartient tous les deux au sous-ensemble de produits de panneaux de bois à base de grandes lamelles appelés en anglais flakeboards. Le waferboard est à différencier de l'OSB dont les lamelles sont orientées. La non orientation des lamelles conduit le waferboard à être plus facile à fabriquer mais à avoir des propriétés physiques et mécaniques inférieures mais similaires dans les deux directions du plan.

## Applications
Les waferboards sont utilisés dans la fabrication de meubles pas chers. 